# بيل روجرز (منافس ألعاب قوى)
بيل روجرز (بالإنجليزية: Bill Rogers)‏ هو منافس ألعاب قوى ليبيري، ولد في 30 سبتمبر 1985.